# سومپی
سومپی (انگلیسی: Soompi) یک وبگاه انگلیسی‌زبان است که فرهنگ پاپ کره‌ای را پوشش می‌دهد. این وبگاه یکی از بزرگترین جوامع بین‌المللی اینترنت برای کی-پاپ است که بیشتر در اخبار و فروم‌ها متمرکز است. سومپی با بیش از ۲۳ میلیون طرفدار در سراسر پلتفرم‌ها، خدمات انگلیسی و اسپانیایی ارائه می‌دهد.